# Carlo Zorzoli
Carlo Zorzoli (Casoni di Sant'Albino, 1º febbraio 1933 – Casoni di Sant'Albino, 26 maggio 2017) è stato un ciclista su strada italiano, professionista dal 1957 al 1959.

## Palmarès
- 1954 (dilettanti)

Trofeo Papà Bertolino
- 1957 (individuale, una vittoria)

Coppa Agostoni
- 1958 (Asborno, una vittoria)

Giro di Romagna

## Piazzamenti

### Grandi giri
- Giro d'Italia

1958: ritirato
1959: ritirato

### Classiche monumento
- Milano-Sanremo

1958: 105º
- Giro di Lombardia

1958: 86º